# Armentières
Armentières er en kommune i Nord departmentet i Nord-Pas-de-Calais regionen i det nordlige Frankrig. Det er del af Lille Métropole Communauté urbaine og ligger ved den belgiske grænse, nordvest for byen Lille, på højre bred af floden Lys.
Byen motto er Pauvre mais fière (Fattig men stolt)

## Historie
Armentières blev, i lighed med resten af Fransk Flanders, en del af Frankrig i 1668. I slutningen af 19. og starten af det 20. århundrede blev den kendt som ”Tøjets by", i takt med at erhverv som industriel vævning og spinding såvel som brygning drog fordel af det nærtliggende vand.
Armentières blev i særdeleshed hårdt ramt under begge verdenskrige. Under et slag i 1. Verdenskrig bombarderede de tyske tropper Armentières med sennepsgas. britiske tropper blev nødt til at evakuerer området, men tyske tropper var forhindret i at tage området i besiddelse før efter to uger på grund af den stærke giftgasforurening. Vidner til bombardementet beretter at koncentrationen sennepsgiftgas var så intenst at sennepsgas strømmede i gaderne. I Armentières or omegn er der flere militærkirkegårde for de faldne under 2. Verdenskrig. Sangen Mademoiselle from Armentières – af ukendt eller omstridt oprindelse – var en populær sang blandt allierede tropper under 2. Verdenskrig.

## Søsterbyer
- Armentières er søsterby til følgende tre byer
- Osterode am Harz, Tyskland
- Stalybridge, Storbritannien
- Litoměřice, Tjekkiet